# Philoliche coetzeei
Philoliche coetzeei är en tvåvingeart som beskrevs av Lauro Travassos 1991. Philoliche coetzeei ingår i släktet Philoliche och familjen bromsar.
Artens utbredningsområde är Seychellerna. Inga underarter finns listade i Catalogue of Life.